# Provisorische Regierung Israels
Die Provisorische Regierung Israels (hebräisch הַמֶּמְשָׁלָה הַזְְּמַנִּית HaMemschala haZmannīt) war ein israelisches Kabinett, das nach der Unabhängigkeitserklärung Israels vom 14. Mai 1948 bis zum 10. März 1949 bestand. Nach der Ersten Parlamentswahl in Israel am 25. Januar 1949 blieb die Regierung im Amt, bis die Koalitionsregierung unter David Ben-Gurion am 10. März 1949 ihr Amt antrat.
Der Nationalausschuss (hebräisch הַוַּעַד הַלְּאֻמִּי HaWaʿad haLəʾummī), die Exekutive der Repräsentantenversammlung des Jischuvs, und die Sochnut hatten am 12. April 1948 ein 37-köpfiges Übergangsparlament ins Leben gerufen, den Volksrat (hebräisch מוֹעֶצֶת הָעָם הַזְְּמַנִּית Mōʿetzet haʿAm haZmannīt) mit Vertretern aller Parteien der Repräsentantenversammlung. Die Hauptaufgabe war, die Erklärung der Unabhängigkeit Israels vorzubereiten.
Der Volksrat bestimmte aus seiner Mitte 13 Personen als Übergangskabinett, die Volksverwaltung (hebräisch מִנְהֶלֶת הָעָם Minhelet haʿAm). Am 12. Mai 1948 begannen die Beratungen der Volksverwaltung über den US-amerikanischen Vorschlag eines Waffenstillstands oder die mögliche Unabhängigkeit. An den Beratungen konnten drei Mitglieder nicht teilnehmen: Jehuda Leib Maimon und Jitzchak Gruenbaum saßen im belagerten Jerusalem fest, während Jitzchaq-Meʾir Levin sich in den Vereinigten Staaten aufhielt. Für die Unabhängigkeit stimmten sechs Mitglieder: David Ben-Gurion, Mordechaj Bentov, Mosche Scharett, Peretz Bernstein, Chaim-Mosche Schapira und Aharon Zisling. Für den Waffenstillstandsplan stimmten: Eliʿeser Kaplan, David Remez, Pinchas Rosen und Bechor-Schalom Schitrit. Die beschlossene Vorlage zur Erklärung der Unabhängigkeit ging dann zur Verabschiedung in den Volksrat.
Der Volksrat beschloss am 14. Mai 1948 gegen 15 Uhr im damaligen Bau des Tel Aviv Museums einstimmig, Israels Unabhängigkeit zu erklären, woraufhin die 25 anwesenden Mitglieder des Volksrates (die übrigen waren der Bürgerkriegsumstände halber verhindert und unterschrieben später) die Erklärung unterzeichneten. David Ben-Gurion verlas dann ab 16 Uhr die israelische Unabhängigkeitserklärung vor Volksrat und etwa 250 geladenen Gästen. Mit der Unabhängigkeit nahm der Volksrat den Namen provisorischer Staatsrat (מוֹעֶצֶת הַמְּדִּינָה הַזְְּמַנִּית Mōʿetzet haMdīnah haZmannīt) an.
Wie im November 1947 angedroht, erklärte die Arabische Liga noch in der Nacht nach der Verkündung der Unabhängigkeit Israel den Krieg. Der internationale Krieg um Israels Unabhängigkeit schloss sich gleich an den seit Dezember 1947 laufenden Bürgerkrieg an und dauerte vom 15. Mai 1948 bis zum 20. Juli 1949. Während des Krieges wurde unter anderem die Churva-Synagoge, die Hauptsynagoge von Jerusalem, zerstört.
| Kabinett der Provisorischen Regierung                             | Kabinett der Provisorischen Regierung | Kabinett der Provisorischen Regierung | Kabinett der Provisorischen Regierung    |
| Position                                                          | Person                                | Bild                                  | Partei                                   |
| ----------------------------------------------------------------- | ------------------------------------- | ------------------------------------- | ---------------------------------------- |
| Ministerpräsident Verteidigungsminister                           | David Ben-Gurion                      |                                       | Mapai                                    |
| Landwirtschaftsminister                                           | Aharon Zisling                        |                                       | Mapam                                    |
| Finanzminister                                                    | Eliʿeser Kaplan                       |                                       | Mapai                                    |
| Außenminister                                                     | Mosche Scharett                       |                                       | Mapai                                    |
| Gesundheitsminister Minister für Einwanderung                     | Chaim-Mosche Schapira                 |                                       | HaPoʿel haMisrachi                       |
| Innenminister                                                     | Jitzchak Gruenbaum                    |                                       | parteilos                                |
| Justizminister                                                    | Pinchas Rosen                         |                                       | Progressive Partei                       |
| Minister für Arbeit und Soziale Sicherheit                        | Mordechaj Bentov                      |                                       | Mapam                                    |
| Minister für die öffentliche Sicherheit Minister für Minderheiten | Bechor-Schalom Schitrit               |                                       | Sepharden und Gemeinschaften des Orients |
| Minister für Religion und Veteranen                               | Jehuda Leib Maimon                    |                                       | HaMisrachi                               |
| Minister für Handel und Industrie                                 | Peretz Bernstein                      |                                       | Allgemeine Zionisten                     |
| Transportminister                                                 | David Remez                           |                                       | Mapai                                    |
| Minister für Wohlfahrt                                            | Jitzchaq-Meʾir Levin                  |                                       | Aguddat Jisraʾel                         |